# San Quirino
San Quirino é uma comuna italiana da região do Friuli-Venezia Giulia, província de Pordenone, com cerca de 3,814 habitantes. Estende-se por uma área de 51 km², tendo uma densidade populacional de 75 hab/km². Faz fronteira com Aviano, Cordenons, Maniago, Montereale Valcellina, Pordenone, Roveredo in Piano, Vivaro.

## Demografia
| Variação demográfica do município entre 1861 e 2011                               |
|                                                                                   |
| Fonte: Istituto Nazionale di Statistica (ISTAT) - Elaboração gráfica da Wikipedia |